# Abraham Oyanedel
Abraham Oyanedel Urrutia (Copiapó, 25 maggio 1874 – Santiago del Cile, 29 gennaio 1954) è stato un giurista, politico e avvocato cileno, brevemente vicepresidente del Cile dal 2 ottobre al 24 dicembre 1932.
Laureatosi in Giurisprudenza all'Universidad de Chile nel 1897, sostenne il Congresso Nazionale durante la guerra civile del 1891 contro il presidente liberale José Manuel Balmaceda. Nominato giudice della Corte Suprema nel 1927, ne divenne presidente e in tale veste nel 1932, alla caduta del generale Bartolomé Blanche, assunse la vicepresidenza della Repubblica. Gestì il ritorno all'ordine costituzionale indicendo le elezioni presidenziali di ottobre, dalle quali uscì vincitore Arturo Alessandri Palma, al quale cedette il potere il 24 dicembre 1932.